# J-8II (航空機)
J-8II（殲撃八型II、Jian-8II、歼-8II）
J-8II
- 用途：戦闘機
- 設計者：第601航空機設計所
- 製造者：瀋陽航空廠（SAF）
- 運用者： 中華人民共和国（空軍・海軍）
- 初飛行：1984年6月12日
- 生産数：260機
- 運用開始：1988年
- 運用状況：現役

J-8II（殲撃八型II、Jian-8II、歼-8II）は、中華人民共和国で開発された戦闘機である。NATOコードネームは「フィンバックB」（Finback-B）。輸出名は、F-8II。

## 概要
J-8の発展型で、J-8と同様に瀋陽の第601航空機設計所によって設計、瀋陽航空廠（SAF：Shenyang Aircraft Factory、現在の瀋陽飛機工業集団（SAC））によって製造された。基本的にはMig-21を双発化し機首の設計を改良したものである。
不十分な性能であったJ-8の改良型として文化大革命終結後の1982年より開発が開始され、1984年に初飛行に成功した。機首の空気取入口（エアインテーク）を機体側面に移動し、アビオニクスを搭載するためにノーズコーンを大型化した。外観の大きな変更点は他にはないが、これによって印象は大きく異なるものとなっている。
空気取入口の形態などから、1970年代後半に中国はエジプトから提供されたMiG-23なども参考にされたと見られている。
当初、性能に難があるレーダーを装備していたが、アメリカの協力によりF-16Aと同じAN/APG-66へ換装する前提で製造が開始された。しかし、天安門事件により、計画中止となったため、国産レーダー装備のJ-8B、空中給油機からの受油機構を組み込んだJ-8Dへと発展した。この過程においても、有視界外戦闘能力は他国の第四世代機と比べると劣るものだった。
1996年、輸出向けに公開された機体が、F-8IIMである。ロシア製のジューク-8-IIレーダーによってR-27中距離空対空ミサイルとKh-31対艦ミサイルを運用可能としていた。顧客を得ることは出来なかったものの、この経験により改良型のJ-8H/Fが開発されることとなった。J-8Hには、新型のレーダーとエンジンが、その後に開発されたJ-8Fにはグラスコックピットとさらに改良されたエンジンが搭載され、PL-12や誘導爆弾、対艦ミサイルの運用能力が付与されている。両機種とも現在、既存の機体のアップグレードや新規生産により配備が進んでいる。
最新型はJ-8Fであり、2012年現在も生産を継続していた。その後、偵察機型のZF-8IIに改造された機体もあったが、2022年に東部戦区のJ-8IIを配備する航空団が航空旅団に格上げされ、J-16に改変されることになった。
2001年4月1日、海南島事件にてアメリカ空軍のEP-3Eと衝突した機体が、このJ-8II（J-8D）であるが、しばしば輸出型名称F-8IIからIIを除き、単に「F-8」として報道された。そのため日本のテレビ報道ではアメリカ製のF-8戦闘機の3DCG画像が流されるなどの混乱も見られた。

## スペック（J-8D）
- 翼幅：9.3 m
- 全長：21.6 m
- 全高：5.4 m
- 空虚重量：9,820 kg
- 標準搭載時重量：14,300 kg
- 最大離陸重量：17,800 kg

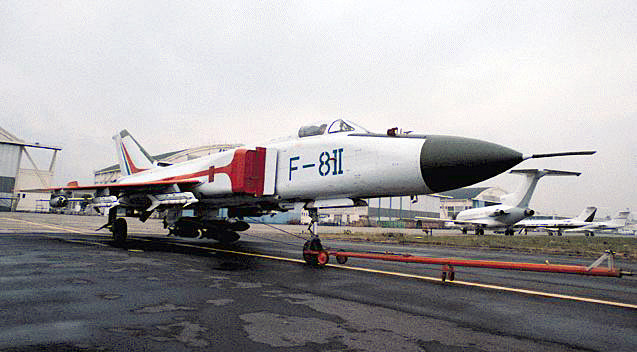
Shenyang F-8 II M

- エンジン：WP-13A2ターボジェットエンジン 2基 
  - 推力(アフターバーナー未使用)：8,600 kg/s
  - 推力(アフターバーナー使用)：13,000 kg/s
- 最高速度：マッハ 2.2 （2,340 km/h）
- 最大上昇力：12,000 m/min
- 実用飛行上限高度：20,000 m
- 乗員：1名
- 戦闘行動半径：800 km
- 巡航行動半径：1,300 km
- 最大航続距離：2,200 km
- 巡航速度 800 mph / 1,300 km/h
- 固定武装：23 mm機関砲 1門
- 武装：PL-5、PL-8、PL-12、爆弾、ロケット弾、増槽
- FCSレーダー:ジューク-8-II

上記スペックは、主にGlobalsecurity.orgによるが、巡航速度が音速を超え、巡航行動半径が最大航続距離の半分を超えている、同じエンジンを同じ基数搭載した、一回り大きな機体であるSu-15に比して航続距離が大きいなど、正確性に疑問がある。
ただし、Su-15は推力重量比が極めて大きく、航続距離が短い事が欠点ではあるが、高い飛行性能を持つ事で知られた機体である。本機は同じエンジンで機体はさらに軽量である事から、航続性能は劣るとしても飛行性能ではSu-15よりも優れている可能性は考えられる。ただし中国がJ-8シリーズを開発した動機として、J-7のエンジン出力がオリジナルに及ばず、本家MiG-21よりも性能が低くなったため、それを補うために双発化したという説もある。これが正しければ、本機はSu-15には性能面では及ばない事になる。

## 派生型
J-8B
別称、J-8II、F-8B。最初の量産型。208型(別名SL-8)レーダー搭載。WP-13ターボジェット搭載。
J-8Bブロック02
別称、J-8IIA。ルックダウン能力を獲得し出力が向上した208A型(別名SL-8A)レーダーに変更した。その他のアビオニクスも一新し、HUD、INS、TACAN、レーダー警報受信機をJ-7Cの搭載装置と同じくする。WP-13AIIターボジェット搭載。
J-8C
別称、J-8III。イスラエル・エルタ社製の火器管制レーダー、空中給油用プローブ、推力を向上させたWP14ターボジェットの搭載を計画し開発が進められた。試作機が作られ試験を実施したが、エンジンの部材に問題が発生し、開発計画は頓挫する。
J-8D
別称、J-8IV。火器管制レーダーにさらに出力を向上させた208B型(別名SL-8B)を搭載し、空中給油用プローブを装備した。その他のアビオニクスはJ-8Bブロック02と変わらない。
J-8H
HはピンインでHongzhaji(轟炸機)の頭文字から由来する。J-8B、J-8Dを近代改修し、戦闘攻撃機として生まれ変わった。レーダーは1471型(別名KLJ-1)に換装された。新たにFK-2データリンクシステムが付加された。精密誘導爆弾の運用能力と対レーダーミサイルYJ-91を運用することが可能となった。
J-8F
エンジンはWP-13BIIを搭載し推力を向上させた。レーダーは1492型(別名JL-10)を搭載し、ARHミサイルPL-12を運用することが可能となった。コックピット内の計器類はグラスコクピット化されている。
JZ-8F
別称、J-8FR。J-8Fの偵察機型。
F-8IIM
輸出型。不採用。
J-8IIACT
フライ・バイ・ワイヤ試験機。